# Hytera
Hytera (en chinois : 海能达), anciennement HYT, est un fabricant chinois d'émetteurs-récepteurs radio et de systèmes radio.
L'entreprise a été fondée à Shenzhen en 1993 et opère à l'échelle mondiale.

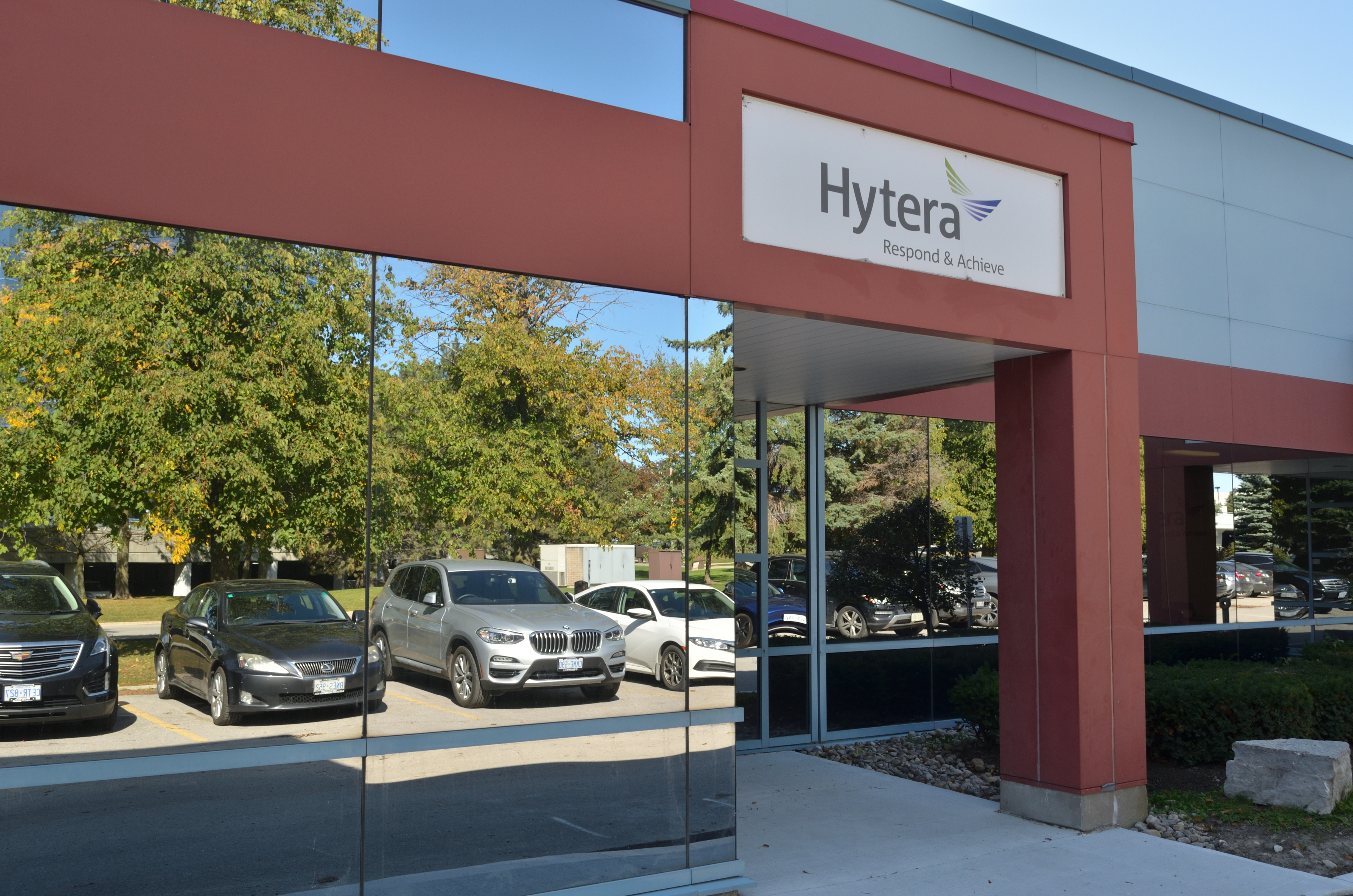
Le siège d'Hytera au Canada.